# Gebhard Truchsess von Waldburg
Gebhard Truchsess von Waldburg (Heiligenberg, 10 novembre 1547 – Strasburgo, 21 maggio 1601) fu, dal 1577 al 1583, arcivescovo di Colonia e Principe-elettore del Sacro Romano Impero. Dopo la sua elezione, si innamorò e poi sposò Agnese di Mansfeld-Eisleben, canonichessa protestante dell'abbazia di Gerresheim. La sua conversione al calvinismo portò ad una guerra nell'intero suo elettorato.

## Biografia

### I primi anni e la carriera ecclesiastica

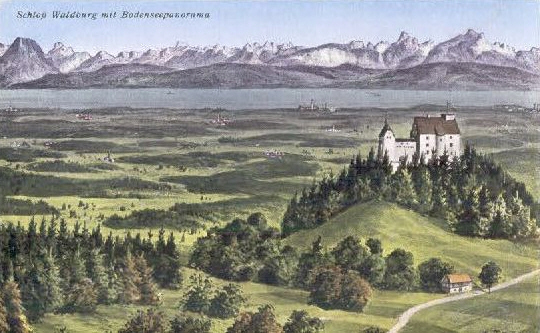
Le terre ereditarie ed il castello di Waldburg, sovrastante il lago di Costanza

Gebhard nacque nella fortezza di Fürstenburg presso Heiligenberg, figlio secondogenito di Guglielmo il giovane (6 marzo 1518–17 gennaio 1566), barone e siniscaldo di Waldburg nonché consigliere imperiale, e di sua moglie Johanna von Fürstenberg (1529–1589). La sua famiglia era un'antica prosapie della Svevia ed egli era nello specifico discendente dalla linea inaugurata da Jakob I Truchseß von Waldburg, conosciuto anche col soprannome di Cavaliere Dorato (per i suoi biondi capelli). La famiglia vantava estese proprietà che circondavano l'abbazia di Kempten ed altri nell'attuale sud-ovest della Baviera;
Il nonno di Gebhard era stato comandante dell'esercito della Lega Sveva nel 1531; un cugino di suo nonno, Jörg Truchsess von Waldburg (conosciuto col soprannome di Bauernjörg) era stato comandante dell'esercito imperial durante la guerra dei contadini tedeschi (1525). Suo zio, Ottone (1514–73), era stato arcivescovo di Augusta e poi cardinale, ed aveva fondato l'Università di Dillingen. Suo fratello minore, Karl (1548–1593), era stato destinato alla carriera militare; un altro fratello minore, Ferdinand, era morto durante l'assedio di 's-Hertogenbosch nel 1585.
In quanto figlio ultrogenito, Gebhard era stato preparato sin dall'inizio alla carriera ecclesiastica. Egli ricevette un'educazione prevalentemente umanistica studiando anche diverse lingue tra cui latino, italiano, francese e tedesco oltre ad approfondire gli studi storici e teologici. Dopo aver compiuto i propri studi nelle università di Dillingen, Ingolstadt, Perugia, Lovanio e altrove, egli iniziò la sua carriera ecclesiastica nel 1560 ad Augusta, prestando servizio come prebendario nella chiesa cattedrale. La sua vita ad Augusta causò molti scandali alla corte episcopale; suo zio Ottone, l'arcivescovo, scrisse di suo pugno una petizione al duca di Baviera affinché scusasse la condotta del nipote il che lo mise al riparo da ulteriori malversazioni. Nel 1561, egli divenne diacono della cattedrale di Colonia (1561–77), canonico nella chiesa di San Gedeone a Colonia (1562–67), canonico a Strasburgo (1567), ad Ellwangen (1567–83) ed a Würzburg (1569–70). Nel 1571 egli divenne diacono della cattedrale di Strasburgo, posizione che mantenne formalmente sino alla sua morte nel 1601. Nel 1576, per nomina papale, divenne prevosto della cattedrale di Augusta.
Nel dicembre del 1577, venne prescelto come arcivescovo e principe elettore di Colonia dopo una sfida con Ernesto di Baviera, il fratello minore del duca regnante. Egli vinse l'elezione per due voti soltanto. Anche se non gli era richiesto obbligatoriamente, Gebhard accondiscese a procedere con la sua ordinazione sacerdotale, cosa che del resto il suo predecessore non aveva fatto.
Gli anni iniziali del suo governo furono scarsi di eventi rilevanti. Gebhard proseguì alcune opere già iniziate dai suoi predecessori, in particolare dedicandosi alla ricostruzione del castello di Arnsberg, in Vestfalia.

### L'arcivescovo in guerra
Gebhard è soprattutto però noto al grande pubblico per la sua conversione alle dottrine della riforma protestante e per il suo matrimonio con la bellissima Agnes von Mansfeld-Eisleben, canonichessa di Gerresheim. Dopo aver vissuto in concubinaggio con Agnese per due anni, egli decise, per persuasione dei suoi fratelli, di sposarla, senza però lasciare la sua carriera ecclesiastica né la sua sede episcopale.
Incoraggiato dai protestanti tra cui spiccavano diversi canonici della cattedrale, egli dichiarò pubblicamente nel dicembre 1582 il nuovo status delle cose e formalmente annunciò la sua conversione alla fede riformata calvinista pur asserendo di voler rimanere in carica come arcivescovo e principe elettore di Colonia. Il matrimonio con Agnes venne celebrato il 4 febbraio 1583.
La clausola Reservatum ecclesiasticum nella Pace di Augusta venne interpretata in tal senso da molti dei sostenitori dell'arcivescovo protestante, mentre dai suoi oppositori era interpretata a vantaggio del cattolicesimo. I primi infatti asserivano che malgrado il cambio di fede, in base al principio del cuius regio, eius religio, il vescovo dovesse mantenere i propri incarichi, mentre i secondi ritenevano che la causa per la rimanenza in carica fosse l'adesione al cattolicesimo, indipendentemente dal principio prescritto. La conversione di un'intera sede episcopale ad nuovo status religioso era del resto una cosa non da poco, che venne attentamente vagliata anche ai fini del Sacro Romano Impero per l'elezione degli imperatori. Già Hermann von Wied, arcivescovo e principe elettore, si era convertito al protestantesimo, ma aveva rinunciato ai propri incarichi; il predecessore di Gebhard, Salentin von Isenburg-Grenzau, aveva dato le dimissioni dal suo incarico per via del suo matrimonio, necessario per salvare le sorti della sua casata. Ad ogni modo, a differenza dei suoi predecessori, Gebhard decise di proclamare la riforma come nuova religione ufficiale dal pulpito della cattedrale, allontanando dal capitolo della cattedrale tutti i canonici di fede cattolica. Malgrado le apparenze, il protestantesimo di von Waldburg era essenzialmente incentrato non tanto sulle dottrine radicali di Martin Lutero, bensì su quelle di Giovanni Calvino, una forma di osservanza religiosa non approvata (e quindi non soggetta) dalla convenzione di Augusta del 1555.

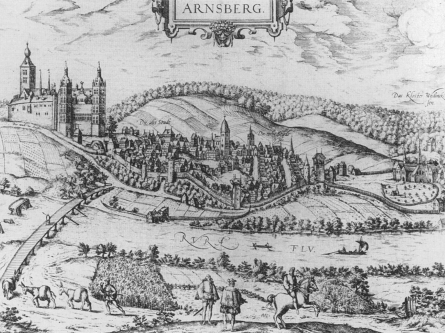
Il castello di Arnsberg Castle, 1588 circa. Gebhard visse qui durante i suoi primi anni come principe-elettore e arcivescovo di Colonia, promuovendo la ricostruzione della struttura.

Anticipando gli eventi, Gebhard aveva raccolto alcune truppe ed aveva preso alcune misure per convertire i suoi sottoposti al protestantesimo. Nell'aprile del 1583 egli venne scomunicato da papa Gregorio XIII e sostituito dallo sfidante, che già aveva incontrato all'atto della sua elezione nel 1577, ovvero Ernesto di Baviera, che già era vescovo di Liegi, di Frisinga e di Hildesheim. Inizialmente Gabhard venne sostenuto da Adolf von Neuenar e dal suo stesso fratello Karl, che venne posto al comando di gran parte delle sue truppe. Pur ottenendo assistenza da alcuni principi luterani di Germania, in particolar modo da Augusto I di Sassonia, questi non erano particolarmente lieti di sostenere la causa di Gebhard, perché la sua associazione con il calvinismo non rientrava nei loro progetti. Enrico di Navarra, futuro Enrico IV di Francia, tentò di formare una coalizione per aiutare Gebhard, ma l'unica assistenza che gli riuscì di reperire fu quella di Giovanni Casimiro del Palatinato-Simmern, che ottenne il comando delle truppe di Gebhard nella primavera del 1583. Nell'estate di quell'anno, dopo infruttuose marce delle truppe vescovili nella Renania con chiari intenti intimidatori, Gebhard decise di licenziare la propria armata.
Ernesto di Baviera aveva il sostegno del precedente elettore Salentin von Isenburg-Grenzau, del duca Federico di Sassonia-Lauenburg e delle truppe spagnole appoggiate da quelle pontificie. Mentre i rappresentanti del capitolo della cattedrale, dei sette principi elettori, dell'imperatore e del papa tentavano di risolvere le divergenze sul tavolo dei negoziati, dapprima a Francoforte sul Meno e poi a Muhlhausen in Vestfalia, gli eserciti di entrambe le parti razziarono la porzione meridionale dell'elettorato di Colonia, detto Oberstift, saccheggiando abbazie e conventi, mettendo a ferro e fuoco villaggi e piccole città, distruggendo ponti, strade e vie di comunicazione. Nessuno dei comandanti che guidava le truppe era preparato a schierarsi in campo aperto, ma l'unico scopo era quello di mostrare la propria forza cercando d'intimidire l'avversario, limitandogli i commerci e la vendita di alimenti nei mercati.
Dalla fine di marzo, Salentin, Federico e le truppe spagnole seguirono Gebhard a Bonn, poi a Bad Godesberg; l'arcivescovo, con sua moglie, dovette rifugiarsi a Vest Recklinghausen, feudo dell'elettorato. Qui, con l'aiuto di Agnes, l'arcivescovo tentò d'incoraggiare la ripresa dell'iconoclastia facendo distruggere molte opere d'arte negli edifici religiosi con l'aiuto di Hermann von Hatzfeld, siniscalco di Balve. Ferdinando di Baviera, fratello del rivale dell'arcivescovo, seguì Gebhard ed Agnes nei Paesi Bassi; la coppia riuscì a fuggire con 1000 cavalieri e fanti al loro seguito. Costretta a fuggire nuovamente, la coppia trovò salvezza a Delft, sotto la protezione di Guglielmo I d'Orange. Vivendo nei Paesi Bassi, i due entrarono in contatto con l'inviato di Elisabetta I d'Inghilterra, Robert Dudley, I conte di Leicester, che iniziò negoziati per far sì che i due venissero ospitati presso la corte inglese ed ottenessero sostegno alla loro causa; questi sforzi ad ogni modo fallirono.
Dall'estate del 1588, Gebhard prese residenza a Strasburgo, dove continuò a mantenere il proprio incarico di decano della cattedrale che aveva ottenuto nel 1574 ed aveva mantenuto malgrado le sue posizioni a Colonia.

#### Conseguenze della conversione e del matrimonio di Gebhard

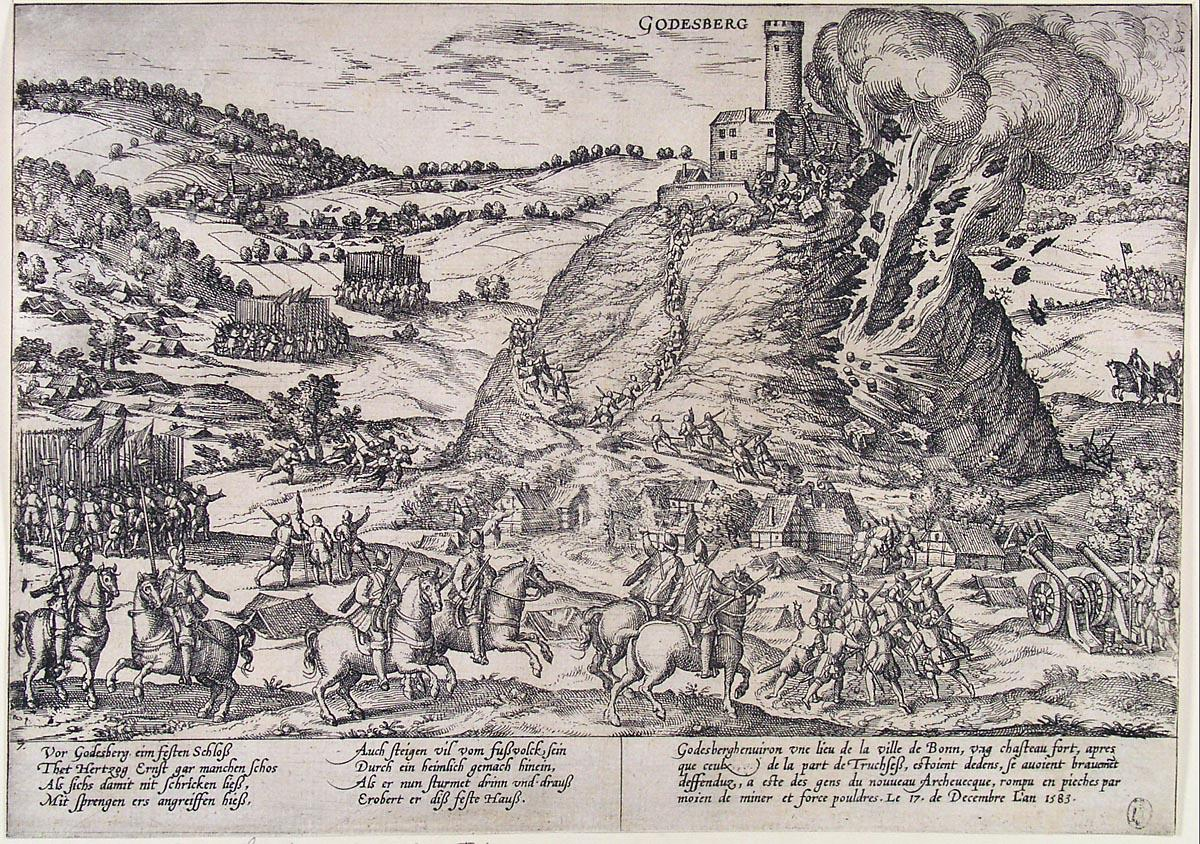
Distruzione della fortezza sovrastante il villaggio di Godesberg durante la Guerra di Colonia del 1583; i muri vennero fatti esplodere con l'ausilio di alcune mine e gran parte dei difensori che non morirono negli scontri vennero poi giustiziati. Incisione di Franss Hogenberg, artista ed incisore olandese del XVI secolo.

La conversione e il matrimonio di Gebhard ebbero un costo altissimo, sia in termini di vite umane sia in termini di proprietà. Ad ogni modo, l'impatto che queste azioni ebbero sul protestantesimo e sul cattolicesimo dei territori settentrionali degli stati di Germania fu altissimo. Anche se gli scontri continuarono sino al 1589, dall'inizio del 1588, Ernesto di Baviera ebbe il controllo di gran parte dell'elettorato. La sconfitta di Gebhard fu un duro colpo per il protestantesimo in Germania e segnò l'inesorabile declino dell'iniziale impeto protestante della riforma luterana. Gruppi di gesuiti bavaresi giunsero nei territori dell'elettorato per riportare la popolazione al cattolicesimo, spesso avvalendosi di violenze e coercizioni. Gebhard inoltre aprì le porte alle incursioni spagnole nella Renania: bloccati gli accessi via acqua dai ribelli olandesi, i militari spagnoli e i loro comandanti capirono che il modo migliore per fornire truppe a Ernesto di Baviera fosse proprio quello di passare dai territori olandesi, aprendosi teste di ponte nella valle del Reno. La Guerra di Colonia apertasi con la vicenda personale di Gebhard, siglò l'inizio dell'"internazionalizzazione" della questione religiosa in Germania, che non venne risolta poi sino al 1650, dopo la disastrosa Guerra dei Trent'anni.

### Gli ultimi anni
Nel 1589, Gebhard e sua moglie si spostarono a Strasburgo, dove egli disponeva di una posizione come prebendario nel capitolo cattedrale dal 1574. Prima del suo arrivo, scoppiarono alcune polemiche nel capitolo della cattedrale dal momento che tre canonici scomunicati provenienti da Colonia, persistettero nel mantenere i loro incarichi pur avendo abbracciato le dottrine riformate. Egli supportò la causa di questi canonici a Strasburgo e prese parte all'elezione vescovile del 1592. Malgrado alcune opposizioni, per buona pace di entrambi i partiti, Gebhard mantenne l'incarico di canonico a Strasburgo de facto sino alla sua morte nel 1601.
Poco dopo il suo matrimonio nel 1583, Gebhard aveva scritto il suo Testament nel quale dava disposizione per lasciare i propri possedimenti a suo fratello Karl oltre ad una pensione annua a sua moglie Agnes, incaricandone nel contempo Karl della sua protezione. Karl morì il 18 giugno 1593 e venne sepolto nella cattedrale di Strasburgo; Gebhard a questo punto scrisse di suo pugno un codicillo in aggiunta al suo testamento col quale predisponeva che in caso di sua morte Agnes sarebbe stata tutelata dal duca di Württemberg. Egli trascorse gli ultimi anni della sua vita nel disagio e nell'allontanamento, morendo il 21 maggio 1601. I suoi funerali, tenutisi in pompa magna, portarono alla sua sepoltura nella tomba col fratello l'8 giugno 1601.

## Ascendenza
|                                                            |                              |                                    | Genitori                          |  |  | Nonni                                                     |  |  | Bisnonni                                                 |  |
|                                                            |                              |                                    |                                   |  |  | Wilhelm I il vecchio Truchsess von Waldburg in Trauchburg |  |  | Johann I il vecchio Truchsess von Waldburg in Trauchburg |  |
|                                                            |                              |                                    |                                   |  |  | Wilhelm I il vecchio Truchsess von Waldburg in Trauchburg |  |  | Johann I il vecchio Truchsess von Waldburg in Trauchburg |  |
|                                                            |                              | Anna von Oettingen                 |                                   |  |  | Wilhelm I il vecchio Truchsess von Waldburg in Trauchburg |  |  |                                                          |  |
| Wilhelm II il giovane Truchsess von Waldburg in Trauchburg |                              |                                    |                                   |  |  | Wilhelm I il vecchio Truchsess von Waldburg in Trauchburg |  |  |                                                          |  |
|                                                            |                              | Sibylle von Waldburg zu Sonnenberg | Johann von Waldburg zu Sonnenberg |  |  |                                                           |  |  |                                                          |  |
|                                                            |                              | Sibylle von Waldburg zu Sonnenberg | Johann von Waldburg zu Sonnenberg |  |  |                                                           |  |  |                                                          |  |
|                                                            |                              | Sibylle von Waldburg zu Sonnenberg | Johanna zu Salm                   |  |  |                                                           |  |  |                                                          |  |
| Gebhard Truchsess von Waldburg                             |                              | Sibylle von Waldburg zu Sonnenberg |                                   |  |  |                                                           |  |  |                                                          |  |
|                                                            | Friedrich II von Fürstenberg | Wolfgang I von Fürstenberg         |                                   |  |  |                                                           |  |  |                                                          |  |
|                                                            | Friedrich II von Fürstenberg | Wolfgang I von Fürstenberg         |                                   |  |  |                                                           |  |  |                                                          |  |
|                                                            | Friedrich II von Fürstenberg | Elisabeth zu Solms-Braunfels       |                                   |  |  |                                                           |  |  |                                                          |  |
| Johanna von Fürstenberg                                    | Friedrich II von Fürstenberg |                                    |                                   |  |  |                                                           |  |  |                                                          |  |
|                                                            |                              | Anna von Werdenberg                | Cristoph von Werdenberg           |  |  |                                                           |  |  |                                                          |  |
|                                                            |                              | Anna von Werdenberg                | Cristoph von Werdenberg           |  |  |                                                           |  |  |                                                          |  |
|                                                            |                              | Anna von Werdenberg                | Eleonora Gonzaga                  |  |  |                                                           |  |  |                                                          |  |
|                                                            |                              | Anna von Werdenberg                |                                   |  |  |                                                           |  |  |                                                          |  |